# شوهي كاميمورا
شوهي كاميمورا (باليابانية: 上村 周平) (مواليد 15 أكتوبر 1995)، هو لاعب كرة قدم ياباني سابق كان يلعب كلاعب وسط.

## وصلات خارجية
- شوهي كاميمورا على موقع رابطة كرة القدم اليابانية للمحترفين (اليابانية)
- شوهي كاميمورا على موقع قاعدة بيانات كرة القدم.إي يو (الإنجليزية)
- شوهي كاميمورا على موقع Soccerway.com (الإنجليزية)
- شوهي كاميمورا على موقع عالم كرة القدم.نت (الإنجليزية)